# 巡檢
巡檢，為中國古代官職名，屬於地方官，別稱捕廳、巡政、分司。:288

## 簡介
宋代在關隘重地及邊疆地區設置巡檢官，而各地連繫之處又設置都巡檢加以總管，兩職皆以武臣擔任，隸屬州、縣管轄；掌一方甲勇訓練，巡邏地方，維護治安，並特賦鎮壓平叛之權。到元代至清代該職位則一般來說為官僚體系中最基層的官員，如在清朝的品等為文職從九品雜職官，練雀補子，別稱分司或巡宰，百姓稱之為爺台、巡老爺，而主要職能則為輔佐同知或知縣，擔任工作則約為巡防地方、稽查緝捕盜匪等。雖說巡檢工作大約是為衙門內，不過仍有幅員廣闊的行政區域設置獨當一面的巡檢，此時功能就類似地方官了。

## 延伸阅读
[在维基数据编辑]
 《欽定古今圖書集成·明倫彙編·官常典·巡檢部》，出自陈梦雷《古今圖書集成》